# Micro-région de Nagykáta
La micro-région de Nagykáta (en hongrois : nagykáti kistérség) est une micro-région statistique hongroise rassemblant plusieurs localités autour de Nagykáta.